# مکتب اکبریه

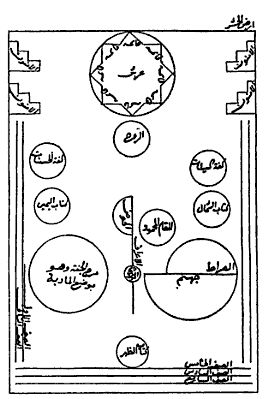
ارض‌الحشر (دشت مجمع) در روز قیامت، از نسخه خطی فتوحات مکی، حدود سال ۱۲۳۸ (عکس: فتوحات مکیه، چاپ قاهره، ۱۹۱۱)

تصوف اکبری یا مکتب اکبریه (عربی: أکبریة: Akbariyya) شاخه‌ای از ماوراءطبیعهٔ تصوف است که بر اساس آموزه‌های صوفی، عارف و فیلسوف اندلسی، محی‌الدین ابن عربی بنا شده است. این کلمه از لقب ابن عربی یعنی «شیخ اکبر» به معنای «بزرگ‌ترین استاد» گرفته شده است. «اکبریه» یا «اکبریان» هرگز برای نشان دادن یک گروه یا جامعه صوفی خاص به کار نرفته است. در حال حاضر این اصطلاح برای اشاره به تمام ماوراءطبیعه دانان صوفی معاصر یا قدیمی و صوفیان متأثر از آموزه وحدت وجود ابن عربی استفاده می‌شود. مکتب اکبریه را نباید با الاکبریه، یک جامعه صوفی مخفی که توسط صوفی سوئدی عبدالهادی عقیلی تأسیس شد، اشتباه گرفت.

## وحدت وجود
وحدت وجود یا «یگانگی هستی»، فلسفه‌ای صوفیانه است که بر این مفهوم که «هیچ وجود حقیقی جز حق غایی (خدا) وجود ندارد و تنها حقیقت درون عالم، خداست و همه چیز فقط در درون خداوند وجود دارد» تأکید می‌کند.
ابن عربی در اغلب متون اسلامی به عنوان مبتکر این آموزه معرفی شده است. هرچند این اصطلاح در آثار به جا مانده از او یافت نمی‌شود. اولین کسی که این اصطلاح را به کار برد ابن سبعین بود.
شاگرد و پسرخوانده ابن عربی یعنی صدرالدین قونوی این اصطلاح را در آثار خود به کار برده و آن را با اصطلاحات فلسفی توضیح داده است.

## مطالعات دانشگاهی

### اروپا و ایالات متحده آمریکا
در قرن بیستم تمرکزی بر مکتب اکبری در محافل دانشگاهی وجود داشته است. با یک پیش زمینه تاریخی، حمایت دولت از مطالعه جهان اسلام و زبان‌های اسلامی در ایالات متحده پس از جنگ جهانی دوم افزایش یافت که باعث شد بسیاری از دانشجویان در طول دهه ۱۹۷۰ جذب اسلام و مطالعات دینی شوند. هنری کوربن و فریتس مایر از سرشناس‌ترین محققان این زمینه بودند. لویی ماسینیون در مورد صوفی نامدار حسین بن منصور حلاج (گوینده‌ی اَناالحق) تحقیقات جامعی انجام داده است.

## فهرست اکبریان سرشناس
صوفیان، متافیزیکدانان و فیلسوفان اکبری بسیار وجود داشته‌اند. در حالی که ابن عربی هرگز خود طریقتی تأسیس نکرد، وی فلسفه بزرگی پیرامون وحدت وجود خود ایجاد کرد. صوفیان ذکر شده در ذیل از فرقه‌های مختلف، اما پیرو مفهوم وحدت وجود بودند:
- صدرالدین قونوی
- فخرالدین عراقی
- محمود شبستری
- شاه نعمت‌الله ولی
- صدرالمتالهین ملاصدرا
- جواد نوربخش